# Łoża
Łoża [pronunciación en polaco: /ˈwɔʐa/] es un pueblo ubicado en el distrito administrativo de Gmina Czarne, dentro del Condado de Człuchów, Voivodato de Pomerania, en Polonia del norte. Se encuentra aproximadamente a 9 kilómetros al este de Czarne, a 20 kilómetros al oeste de Człuchów, y a 127 kilómetros al suroeste de la capital regional Gdańsk.
El pueblo tiene una población de 98 habitantes.